# Народний комісаріат з морських справ РРФСР
Наро́дний комісаріа́т з морськи́х спра́в РРФСР (рос. Народный комиссариат по морским делам РСФСР) — державний орган РРФСР, що здійснював керівництво військово-морським флотом. Діяв із лютого 1918 року, після скасування Морського міністерства, до 12 листопада 1923 року. Створений одночасно з Народним комісаріатом з військових справ, у 1923 році поєднаний з ним, утворивши Народний комісаріат із військових і морських справ.
Народний комісаріат з морських справ вирішував завдання демобілізації старої частини військово-морського флоту, створення Робітничо-селянського Червоного флоту і керівництва його бойовими діями. Включав в себе Морський генеральний штаб, центральне управління та різні установи.
Першим народним комісаром з морських справ призначено П. Ю. Дибенко. На цій посаді він перебував до березня 1918 року, коли його змінив Л. Д. Троцький, що обіймав цю посаду до 1923 року.